# بوبي توماسون
بوبي توماسون (بالإنجليزية: Bobby Thomason) هو لاعب كرة قدم أمريكية أمريكي، ولد في 26 مارس 1928 في ألبيرتفيل في الولايات المتحدة، وتوفي في 5 نوفمبر 2013 في تشارلوت في الولايات المتحدة.

## وصلات خارجية
- بوبي توماسون على موقع مرجع كرة القدم المحترفة.كوم (الإنجليزية)